# Вулиця Олександра Богомазова (Київ)
Ву́лиця Олекса́ндра Богома́зова — вулиця в Солом'янському районі міста Києва, селище Жуляни. Пролягає від вулиці Ганни Арендт до кінця забудови.

## Історія
Вулиця виникла на початку 2010-х років, мала назву Калинова.
Через це найменування в Києві з'явилася пара вулиць з однаковими назвами (ще одна Калинова вулиця з 1955 року існує в Шевченківському районі, місцевість Нивки).
Сучасна назва на честь українського живописця і теоретика мистецтв Олександра Богомазова — з 2019 року.